# British Free Corps

Odznak umístěný na rukávu uniformy Britského dobrovolnického sboru

British Free Corps (německy: Britisches Freikorps; BFC) byla jednou z jednotek Waffen-SS nacistického Německa, byla aktivní v letech 1943 až 1945 a tvořená válečnými zajatci nejen britskými ale i zajatci z ostatních britských dominií: Kanady, Austrálie, Nového Zélandu, Jihoafrické unie, Newfoundlandu a Irska. Jednotka nesla původně název Legion of St George. Britský historik Adrian Weale identifikoval 54 mužů, kteří v té či oné době patřili k této britské jednotce, i když někteří jen několik dní. V žádném okamžiku nedosáhla jednotka počtu více než 27 mužů.

## Formování jednotky
Nápad na vytvoření britské dobrovolnické jednotky přišel od Johna Ameryho, britského fašisty, syna britského ministra zahraničí pro Indii Leo Ameryho. John Amery přicestoval do Berlína v říjnu 1942 a navrhl Němcům vytvoření britské dobrovolnické jednotky na pomoc v boji proti bolševikům. Jednotka měla být vytvořena podle Légion des volontaires français contre le bolchévisme (Legie francouzských dobrovolníků proti bolševismu), francouzské kolaborantské síly bojující po boku německého Wehrmachtu. Kromě propagace této myšlenky se Amery aktivně pokusil přesvědčit Brity o nutnosti bojovat bolševismu a komunismu. Natočil sérii pro-německých propagandistických rozhlasových vysílání a apeloval na své krajany, aby se připojili k německé válce proti komunismu.

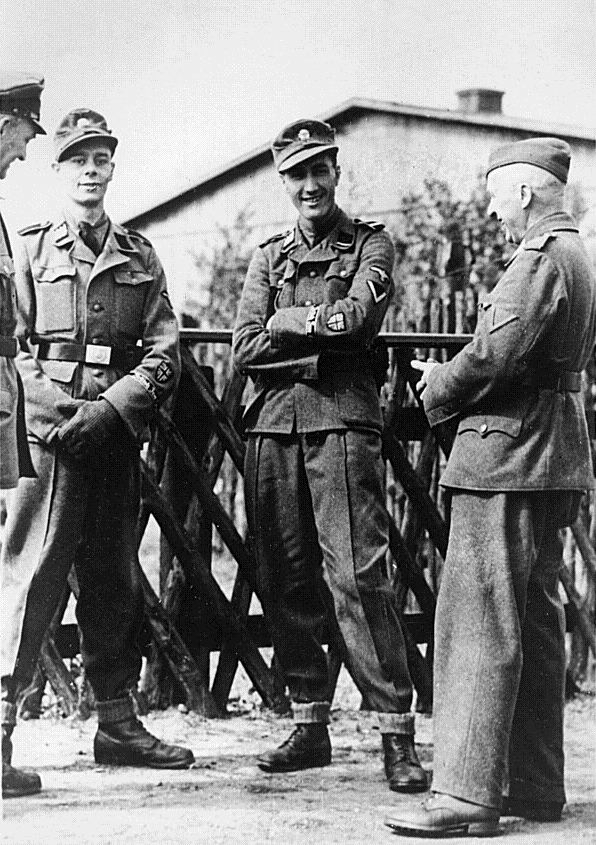
Dva členové britského British Free Corps, Kenneth Berry a Alfred Minchin s německými důstojníky, duben 1944

První rekruti do jednotky pocházeli ze skupiny válečných zajatců (POWs - prisoners of war) v „prázdninovém táboře“ zřízeném Němci v srpnu 1943 v Genshagenu na předměstí Berlína. V listopadu 1943 byli zajatci přesunuti do zabavené kavárny v berlínské čtvrti Pankow. Někteří také pocházeli z vyšetřovacího tábora v Luckenwalde z konce roku 1943. Sbor se stal oficiální vojenskou jednotkou 1. ledna 1944 pod názvem „The British Free Corps" zkratka BFC. V prvním únorovém týdnu roku 1944 se BFC přesunula do kláštera Sv. Michaela v Hildesheimu, malém městečku poblíž Hannoveru. Uniformy jim byly vydány 20. dubna 1944 (jako dárek k Hitlerovým 55. narozeninám). Dne 11. října 1944 byli muži přesunuti do školy pro Waffen-SS Pioneer v Drážďanech, kde byl zahájen jejich vojenský výcvik pro službu na východní frontě. Dne 24. února 1945 byli přesunuti z Drážďan do Berlína, kde zůstali v zrekvírované škole na Schönhauser Allee. Dne 8. března 1945 byli převeleni do vesnice Niemegk, několik mil jihozápadně od Berlína.

## Nábor do jednotky
Nábor do BFC probíhal v německých zajateckých táborech. V roce 1944 byly válečným zajatcům rozdávány propagační letáky. Jednotka byla zmíněna v listu Camp, oficiálních válečných novinách vydávaných v Berlíně. Jednotka byla propagována „jako důkladně vycvičená dobrovolnická jednotka, koncipovaná a vytvořená britskými poddanými ze všech částí říše, kteří se chopili zbraní a zavázali se svými životy ke společnému evropskému boji proti sovětskému Rusku“.
Nábor válečných zajatců byl veden především strachem Němců ze Sovětů. Němci byli „oběťmi vlastní propagandy“, věřili tomu, že jejich nepřátelé mají ze Sovětů stejné obavy jako oni. V jednom nizozemském táboře byly válečným zajatcům rozdávány cigarety, ovoce a další věci, zatímco naslouchali nacistickým propagandistickým důstojníkům, kteří popisovali dobro, které Němci v Evropě dělají. Poté požádali muže, aby se připojili k boji proti skutečnému nepříteli, Sovětům.
Mezi přední členy sboru patřili Thomas Haller Cooper, (ačkoli ve skutečnosti byl Unterscharführerem v jiné jednotce Waffen-SS) Roy Courlander, Edwin Barnard Martin, Frank McLardy, Alfred Minchin a John Wilson - tito muži „se později stali známými mezi ostatními členy BFC jako „Velká šestka“, přestože se jednalo o pomyslnou elitu, jejíž členové se periodicky měnili tak jak muži upadali do a z přízně německých velitelů.“
V roce 2002 se tvrdilo, že A. Robert Chipchase byl v té době posledním přeživším členem BFC. On sám své členství popřel.

## Velitelé jednotky
BFC neměla vlastní velitele. Záměrem německé SS bylo jmenovat britského velitele, až se ozve vhodný britský důstojník. Tři němečtí důstojníci Waffen-SS působili jako styční důstojníci s SS-Hauptamt Amtgruppe D / 3, byli zodpovědní za jednotku a britské dobrovolníky. V praxi působili jako velitelé jednotky alespoň pro disciplinární účely. Byli to:
- SS-Hauptsturmführer Hans Werner Roepke: Září 1943 – listopad 1944[18]
- SS-Obersturmführer Dr. Walter Kühlich: Listopad 1944 – duben 1945[19]
- SS-Hauptsturmführer Dr. Alexander Dolezalek: Duben 1945[20]

Řada zdrojů uvádí zapojení brigádního generála Leonarda Parringtona, britského armádního důstojníka zajatého Němci v Řecku v roce 1941. Tvrzení bylo založeno na nedorozumění některých britských dobrovolníků poté, co Parrington v létě 1943 navštívil válečný zajatecký „prázdninový tábor“ v Genshagenu na jižním předměstí Berlína jako zástupce Senior British POW, generálmajora Victor Fortune, důstojníka pro britské válečné zajatce. Parrington shromážděným vězňům řekl, že „zná účel tábora" a dobrovolníci BFC, kteří tam byli, to chápali tak, že tím jejich činnost schvaluje. Ve skutečnosti Parrington bral tábor v Genshagenu jako centrum pro válečné zajatce.

## Příprava na aktivní službu
V březnu 1945 byl nasazen oddíl BFC s jednotkou 11th SS Volunteer Panzergrenadier Division Nordland, pod velením Brigadeführera Joachima Zieglera. Odíl byl složen převážně ze skandinávských dobrovolníků a připojen k III. SS Panzer Corps ( tankovému sboru SS) pod vedením Obergruppenführera Felixe Steinera. Nejprve byli převeleni ze Štětína do sídla divize v Angermünde. Odtud přešli k 11. SS-Panzer-Aufklärunsabteilungse (11. tankové průzkumné oddělení SS) umístěnému v Grüssowu na ostrově Usedom. Velitelem praporu byl Sturmbannführer Rudolf Saalbach... (přidělený k BFC) a oddíl se připojil ke 3. Company pod velením švédského Obersturmführera Hans-Gösta Pehrsona. Kontingentu BFC velel SS-Scharführer (velitel čety) Douglas Mardon, který měl přezdívku „ Hodge “. Richard W. Landwehr Jr. uvádí: „Britové byli posláni k rotě v malé vesnici Schöneberg v Brandenburgu poblíž západního břehu řeky Odry“. Dne 16. dubna 1945 byl sbor přesunut do Templinu, kde se měli připojit ke štábu Steinerova velitelství (Kraftfahrstaffel StabSteiner). Když divize Nordland odjela do Berlína, „jednotka následovala Steinerovo velitelství do Neustrelitzu i s BFC.“ Dne 29. dubna se Steiner rozhodl „přerušit kontakt s Rusy a nařídit svým silám, aby zamířily na západ do angloamerického zajetí“.
Thomas Haller Cooper a Fred Croft, poslední dva členové BFC, se vzdali 2. května 121. pěšímu pluku (Spojené státy) ve Schwerinu a byli umístěni do volné vazby styčné jednotky GHQ Liaison Regiment, (známá jako Fantom).

## Válečné soudy
Noviny z daného období uvádějí podrobnosti o válečném soudu několika vojáků Commonwealthu sloužících v BFC. Jeden kanadský zajatec, vojín Edwin Barnard Martin, řekl, že se připojil ke sboru „aby jej zničil“. Pouze navrhl vlajku a prapor pro jednotku. Během procesu se přiznal, že byl jedním z původních šesti nebo sedmi členů sboru. Dostal od Němců cestovní rozkaz a železniční průkaz, který mu umožnil pohyb po Německu bez stráže. Byl shledán vinným ze dvou obvinění za pomoc nepříteli ve válce.
Novozélandský voják Roy Courlander během soudu tvrdil, že se ke sboru připojil z podobných důvodů. Chtěl shromáždit informace o Němcích, podpořit revoluci za německými liniemi nebo sabotovat jednotku, pokud revoluce selže.
John Amery byl v listopadu 1945 odsouzen k smrti za velezradu a 19. prosince 1945 oběšen.

## Galerie

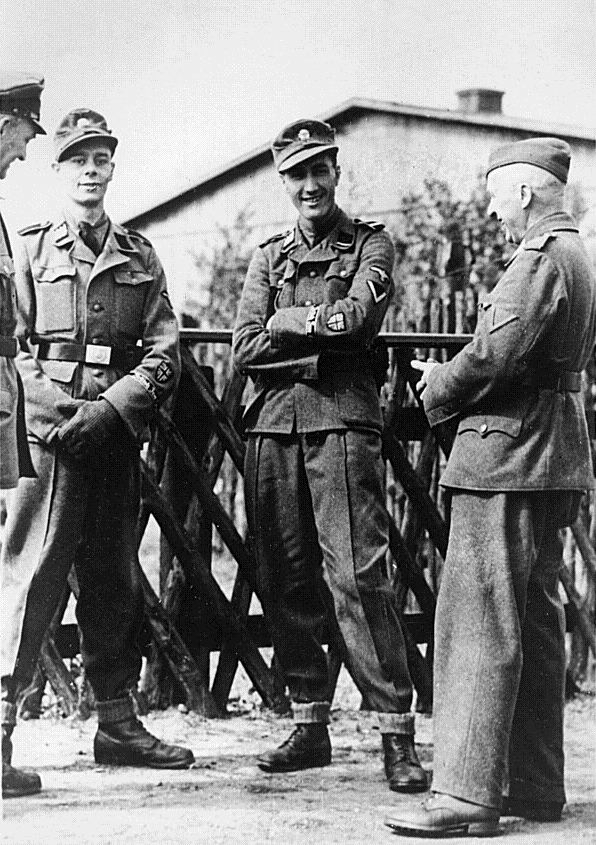
SS-Mann Kenneth Berry a SS-Sturmmann Alfred Minchin s německými důstojníky, duben 1944
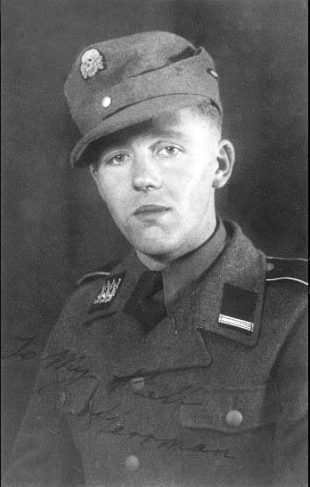
SS-Rottenführer William Brittain, únor1945
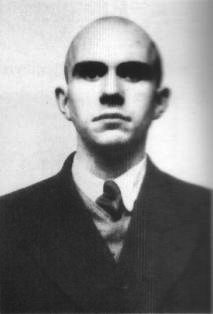
SS-Oberscharführer Thomas Haller Cooper, policejní foto, 1945
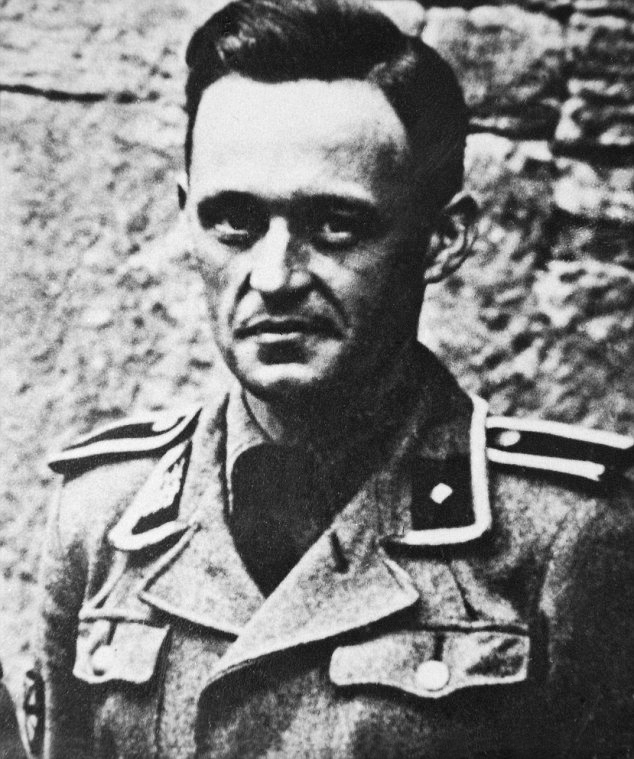
SS-Unterscharführer Roy Courlander, 1944
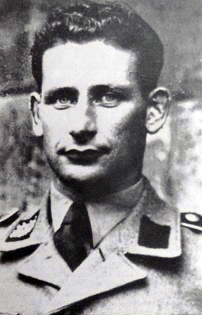
SS-Mann Eric Reginald Pleasants, 1944